# Pro Shift

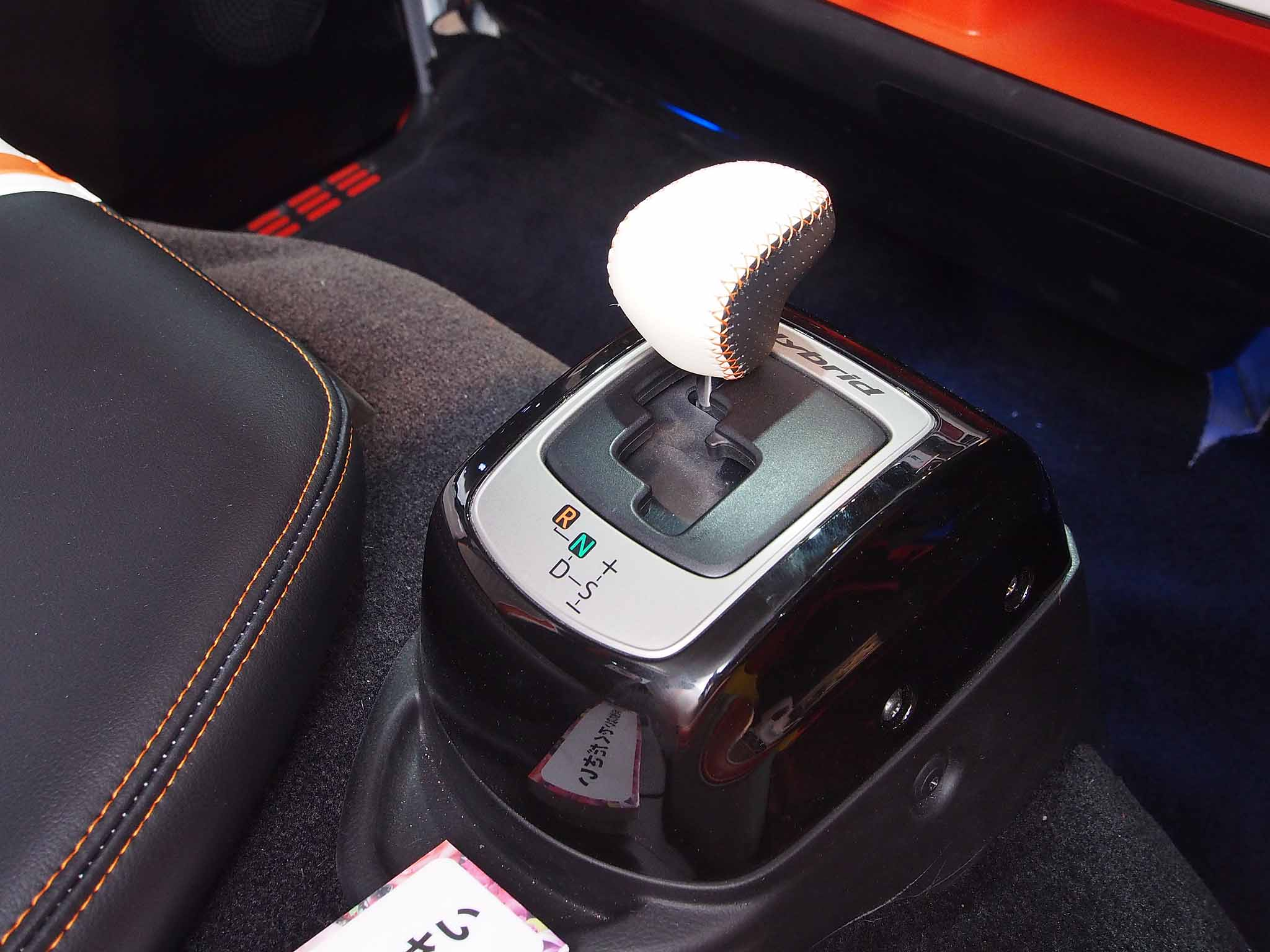
Pro Shift V（日野・デュトロハイブリッド）

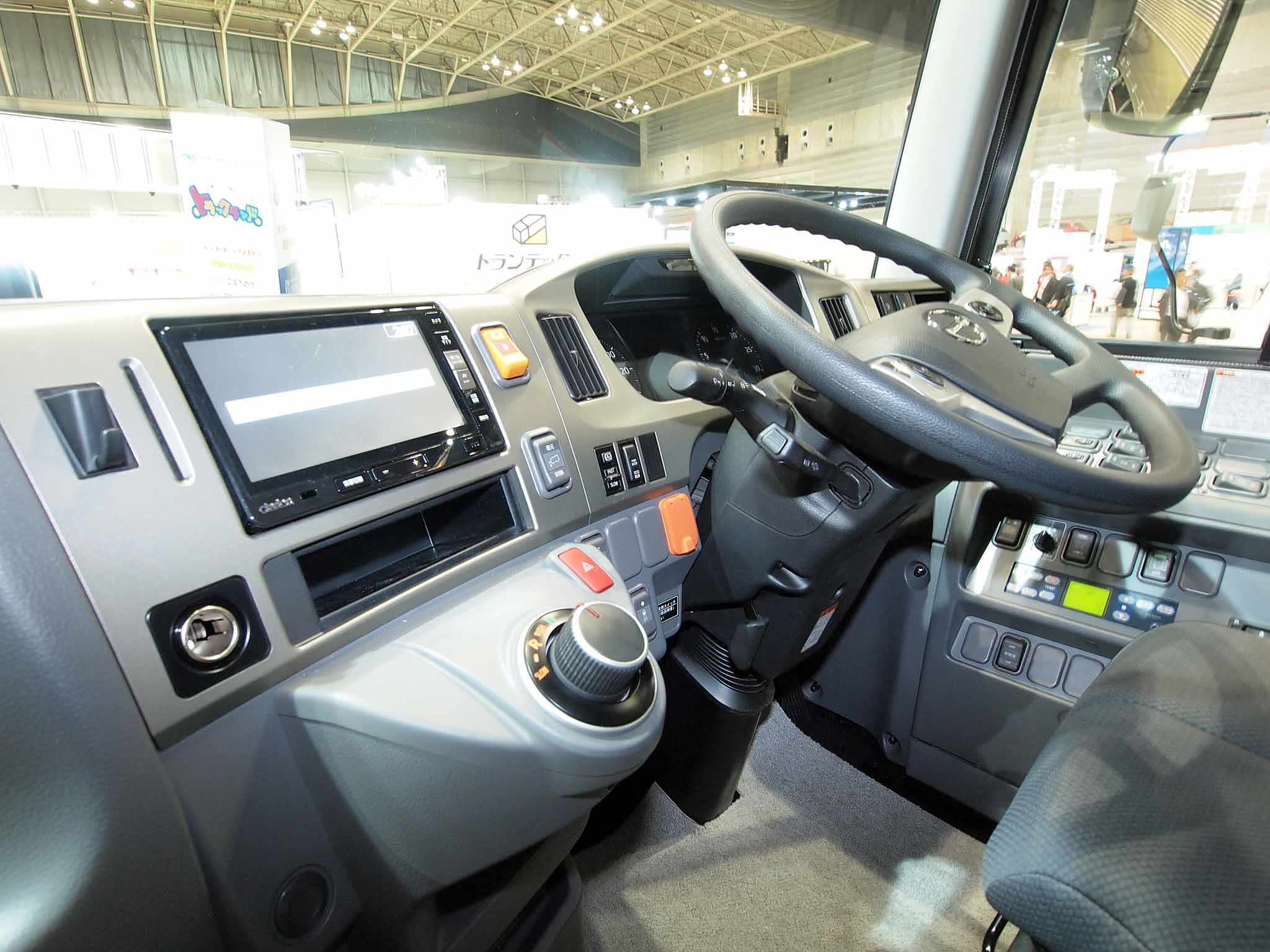
Pro Shift 7（日野・セレガ ハイデッカーショート）

Pro Shift（プロシフト）は、日野自動車の貨物自動車用に開発され、バス車両にも採用されているトランスミッションの商標である。運転者の変速操作を簡略化したオートメイテッドマニュアルトランスミッションの一種。なお本項では、同社が1980年代から1990年代にかけて大型路線バス車両（日野・ブルーリボン）に設定していた、セミオートマチックトランスミッション（機械式AT）のEEドライブについても解説する。

## EEドライブ
1986年から大型路線バスのイージードライブ化をめざし、電子制御機械式オートマチックの「EEドライブ」をブルーリボン（P-HT/HU23系）に追加設定した。トルクコンバーター式のオートマチック（トルコンAT）とは異なり、マニュアルトランスミッションをベースにシフトチェンジを自動化したセミオートマチックで、高トルク仕様のみの設定であった。
日野自動車の大口ユーザーである近畿日本鉄道（現：近鉄バス）を皮切りに、機械式AT車を積極導入した京王帝都電鉄（現：京王電鉄バス）や関東バス、公営バスでは都営バス、横浜市営バス、大阪市営バスなどに投入された。
実際には運転者の意図するシフトチェンジが行われないなどの欠点も多かった。通常はHOLD段に入れておき手動でシフトチェンジを行うことが一般化し、その際に変速時のショックが起きるなど、経年変化による乗り心地の悪化も招いた。そのため、機械式AT車を積極的に導入した上記の事業者を除けば、京都市営バス、神戸市バス、仙台市営バス、京都バス、奈良交通、西鉄バスなど、公営事業者を中心に少数の採用にとどまる程度で普及はしなかった。
KC-HT/HU2M系にもEEドライブ搭載の車両が存在したが、横浜市営バスと大阪市営バスに数台が在籍したのみと思われる。1998年のKC-HT/HU2M系のマイナーチェンジの際、EEドライブの設定は抹消された。
トラック用としては、3代目レンジャーで1986年のマイナーチェンジ時にEEドライブが設定されたが、1988年のマイナーチェンジで設定は抹消されている。
なお、1980年代には各社で機械式ATの開発が相次ぎ、1984年にいすゞ自動車で開発された機械式ATのNAVi5がキュービックにも搭載され、京王帝都電鉄（現・京王電鉄バス）や横浜市営バスなど、機械式AT車を積極導入した一部のバス事業者に集中的に投入されている。また、三菱自動車工業（現：三菱ふそうトラック・バス）でも1984年に発売した初代エアロスターに、機械式ATのMMATをオプションとして搭載している。

## Pro Shift
- Pro Shift
2000年に登場。スーパードルフィンプロフィアに搭載された。
- Pro Shift 6
2004年に登場。セレガ（2代目のE13Cエンジン搭載車）、レンジャー、メルファに搭載。セレガと6代目レンジャーはセレクターがダイヤル式（コラムスイッチとの併用）に変更された。セレガ、メルファのそれぞれ統合車種にあたるいすゞ・ガーラといすゞ・ガーラミオではこの名称は使われず、単に6速AMTと称する。
- Pro Shift 12
プロフィアに搭載。クラッチワークが必要な場合、クラッチ操作も可能としている。3代目プロフィアはセレクターがダイヤル式（コラムスイッチとの併用）に変更された。
- Pro Shift 16
2代目プロフィアに搭載。ZF製AS Tronicの名称で、アクセルとブレーキだけの2ペダル式[1]。
- Pro Shift V
2011年に登場。当初デュトロに搭載し、現在はブルーリボンハイブリッドにも搭載。ハイブリッド車専用の5速または6速AMT。デュトロの姉妹車種のトヨタ・ダイナとトヨタ・トヨエースではこの名称は使われず、単に5速AMTと称する。ブルーリボンハイブリッドの統合車種であるいすゞ・エルガハイブリッドでも同様に6速AMTと称される[2]。
- Pro Shift 7
2017年に登場。セレガ（A09Cエンジン搭載車とハイデッカショート）、レンジャーに搭載。セレクターはダイヤル式（コラムスイッチとの併用）。統合車種のいすゞ・ガーラではこの名称は使われず、単に7速AMTと称する。

## 同業他社の類似システム
- いすゞ自動車 - NAVi5・スムーサー
- 三菱自動車工業（現：三菱ふそうトラック・バス） - MMAT・INOMAT
- UDトラックス （旧：日産ディーゼル工業）- ESCOT